# Laguna Azul (Argentina)
La laguna Azul es un espejo de agua de origen freático ubicado en el cráter de un volcán inactivo del campo volcánico de Pali Aike, situado en la estepa patagónica, cerca del estrecho de Magallanes. Está situada en el departamento Güer Aike, en la provincia de Santa Cruz (República Argentina), a 62 km al sur de la ciudad de Río Gallegos. El sitio se formó a mediados del Holoceno. El campo volcánico del que forma parte desarrolló su actividad ígnea en el último millón de años y sus últimas erupciones se habrían producido hace algo menos de 10 000 años.
El espejo de agua alcanza una profundidad de 295 m y 560 m de diámetro, y debe su nombre a su intensa coloración, debida a la ausencia de material en suspensión. Sus sedimentos son propicios para el estudio del cambio climático. El cráter principal del volcán (que es el que contiene la laguna) está formado por pendientes muy pronunciadas y acantilados basálticos. Los bordes del cráter están a 200 m sobre el nivel del mar, mientras que la estructura del volcán se encuentra a 150 m y el espejo de agua por debajo de la cota de 140 m, siempre sobre el nivel del mar. La estructura del volcán de la Laguna Azul también presenta en la sección oriental un cráter secundario de menor tamaño y sin filtraciones hídricas. 

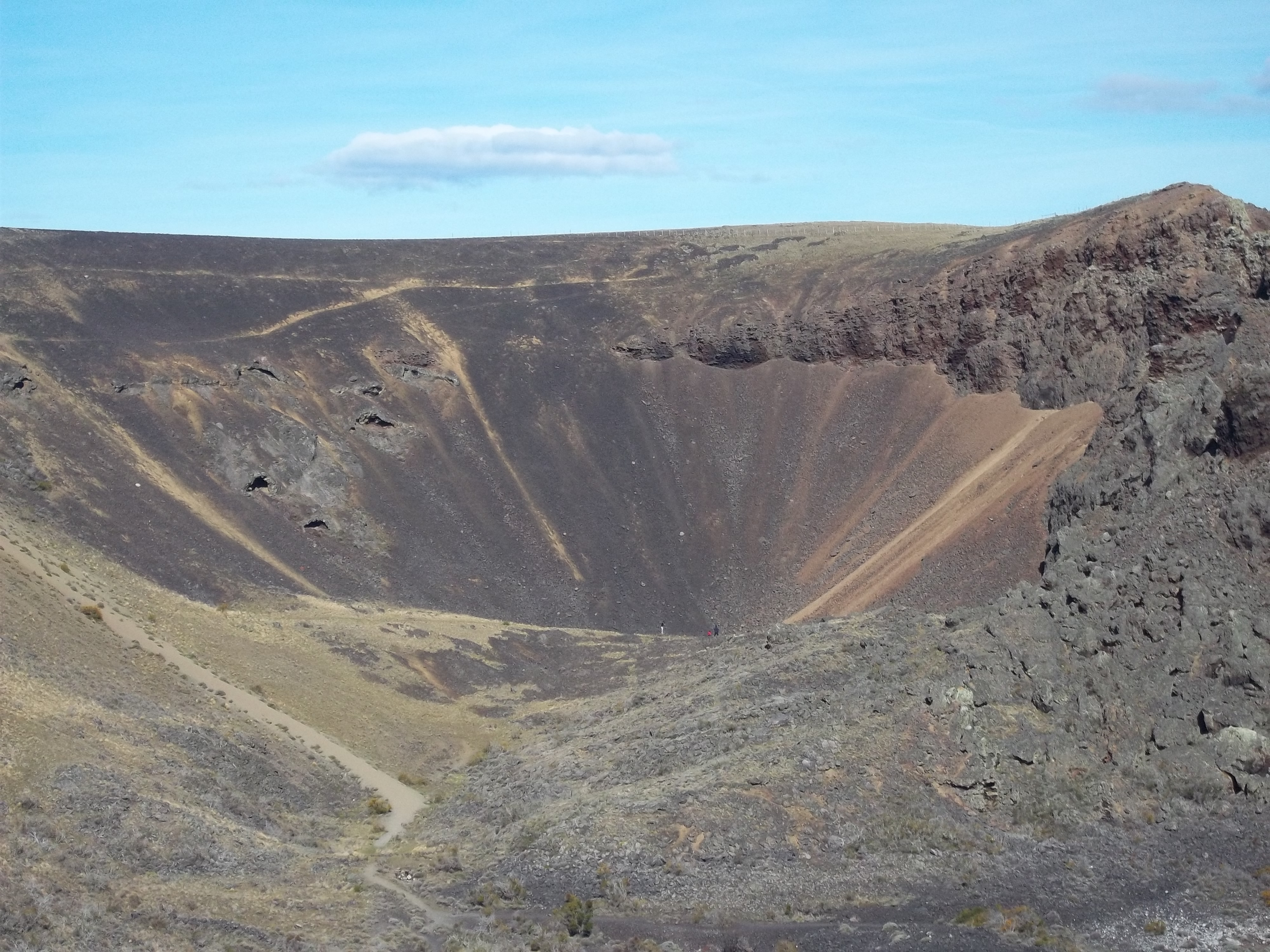
Volcán de la Laguna Azul. Cráter secundario al oriente del cráter principal.

En los acantilados del cráter principal nidifican diferentes especies de aves, principalmente bandurrias o ibis sudamericanos (theristicus). En los alrededores del volcán suele concentrarse una considerable variedad de fauna terrestre característica de la Patagonia, principalmente guanacos (lama guanicoe guanicoe), ñandúes (rhea pennata pennata) y liebres europeas (animal importado que se ha extendido por la región). La flora está representada por la vegetación arbustiva típica de la Patagonia esteparia, por pastizales al borde del espejo de agua y por líquenes que prosperan en las formaciones basálticas dando a las rocas su característica coloración verde amarillenta y blanca.

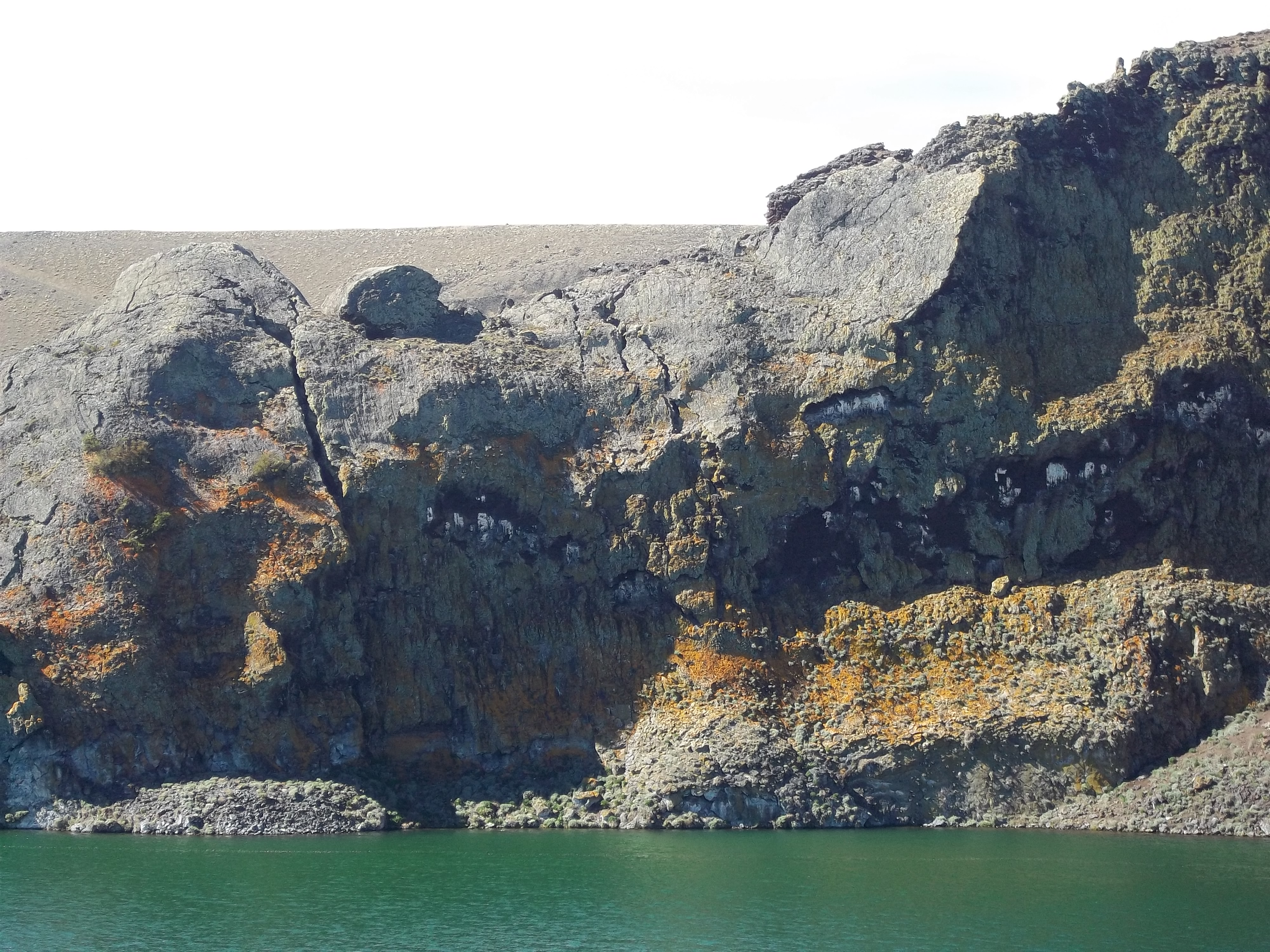
Acantilado sobre la Laguna Azul. Las manchas blancas son guano de las aves que anidan allí. La coloración anaranjada son líquenes que crecen en la roca basáltica.

La Laguna Azul y sus alrededores han sido declarados por la provincia de Santa Cruz “reserva geológica provincial”. Esta reserva abarca una superficie de 60 hectáreas. La reglamentación del área protegida no está claramente definida y está sujeta a conflictos.

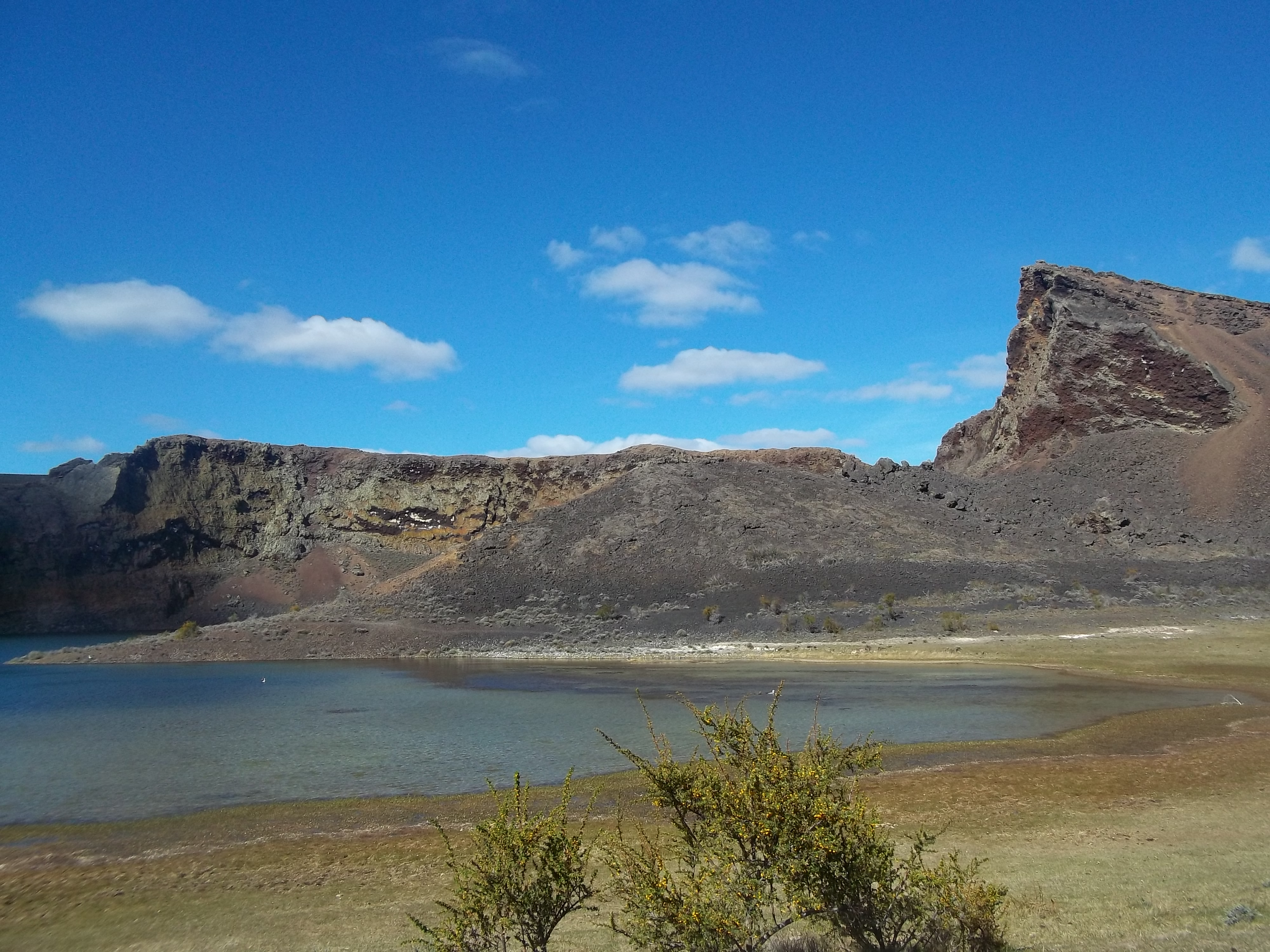
Orilla occidental de la laguna Azul desde dentro del cráter del volcán

La ley n.º 2828 sancionada por la Legislatura de Santa Cruz el 24 de noviembre de 2005 creó la reserva provincial geológica Laguna Azul.